# Carl Kaufmann
Carl „Charly“ Kaufmann (25. března 1936 New York – 1. září 2008 Karlsruhe) byl západoněmecký atlet, věnující se běhu na 200 metrů a na 400 metrů. Byl známý pod přezdívkou Bel Ami der Aschenbahn (Miláček ze škvárové dráhy).
Narodil se v Brooklynu v rodině německých přistěhovalců. Při návštěvě staré vlasti zastihl Kaufmannovy začátek druhé světové války, který jim znemožnil návrat do USA. Usadili se v Karlsruhe, kde Charly vystudoval gymnázium. Od roku 1954 byl členem Karlsruher SC, dostal se do nominace na olympijské hry 1956 v Melbourne, ale o účast přišel vinou zranění. Na mistrovství Evropy v atletice 1958 ve Stockholmu získal se západoněmeckou čtvrtkařskou štafetou stříbrnou medaili. V roce 1959 překonal evropský rekord na 400 metrů časem 45,8 s.
Na olympiádě 1960 v Římě skončil v závodě na 400 m druhý za Američanem Otisem Davisem, když o Kaufmannově porážce rozhodla až cílová fotografie. Oba závodníci vytvořili časem 44,9 s nový světový rekord. Druhé místo získal Kaufmann na olympiádě také jako finišman štafety na 4 × 400 m, v níž běželi kromě něj Joachim Reske, Manfred Kinder a Johannes Kaiser. Získal také čtyři tituly atletického mistra SRN a v roce 1960 byl laureátem ocenění Silbernes Lorbeerblatt. Běžeckou kariéru ukončil v roce 1964 a zaměřil se na výchovu mladých atletů.
Vedle atletiky se věnoval také zpěvu, se šlágrem „Amor läuft mit“ vystupoval mj. v televizním hudebně-zábavném pořadu Zum Blauen Bock. Byl nadaný tenorista a vystudoval Hochschule für Musik Karlsruhe. V roce 1967 založil v Karlsruhe studiové divadlo Die Käuze (Sova), kde byl až do konce života vedoucím a režisérem.
Jeho prastrýc Egon Eiermann se proslavil jako architekt.